# Cistometrija
Cistometrija ili cistometrogram (CMG) je urodinamska metoda merenja u medicini kojom se meri odnos pritisak-volumen u bešic. Na osnovu dobijene razlika pritisaka tokom punjenja mokraćne bešike.  ispituju se obe faze mikcije, faza sakupljanja mokraće i faza mokrenja u cilju postavljanja prave dijagnoze i preduzimanja efektivnog liječenja.

## Istorija
Cistometrogram je ustanovljena u 20. veku korištenjem inkrementalnog punjenja i intermitentnog merenja pritiska preko vodenog manometra. Međutim, sa otkrićem pouzdanih pretvarača pritiska, koji omogućavaju kontinuirano merenje pritiska tokom punjenja njihova upotreba je postala uobičajena.

## Indikacije
Cistometrijska analiza se koristi za procenu:
- kapaciteta mokraćne bešike
- kontraktilne sposobnosti mokraćne bešike[4]
- pacijenataovih sposobnosti da kontroliše rad mokraćne bešike.
- vremena potrebnog pacijentu da počine da mokri
- vremena potrebnog pacijentu da isprazni bešiku

Time ona pomaže u određivanju izvora urinarnih problema i efikasno isključuje primarnu disfunkciju mokraćne bešike.
Ova metoda se koristi i kao komponenta za dijagnostiku različitih poremećaja, uključujući i infekcije urinarnog trakta, multiplu sklerozu, moždani udar, povredu kičmene moždine, opstrukciju uretre i hiperaktivnu mokraćnu bešiku.

## Kontraindikacije
Zbog rizik od pogoršanja infekcija urinarnog trakta, procedura je kontraindikovana kod svakog pacijenta sa aktivnom infekcijom mokraćnog sistema trakta, jer rezultati mogu biti iskrivljeni a infekcija se može proširiti i dovesti i do sepse.

## Način izvođenja
Nakon što se pacijent postavi u ležeći položaj, kroz mokraćnu cev, u bešiku se uvodi tanka cevčica (kateter) prečnika oko 3 mm, dok se još tanji kateter sa balončićem na vrhu umeće kroz anus u debelo crevo.  Nakon plasiranja katetera, pacijent se postavlja u položaj prema potrebama ispitivanja (ležeći, sedeći, stojeći).
Zatim se mokraćnu bešika puni tokom 20-30 minuta. Tokom punjenja, simultano se mere pritisci u bešici i debelom crevu. 
Analizom izmerenih pritisaka dolazi se do značajnih podataka za procjenu stanja bešiku. Ponekad je potrebno ponoviti punjenje bešiku i više puta bešike ako rezultati merenje ne daju pouzdane rezultate
Tokom izvođenja testa mogu se javiti određene nelagodnosti, kao što su:
- osećaj prepunjenosti mokraćne bešike,
- mučnina,
- bol u bešici,
- znojenje,
- hitna potreba za mokrenjem.

## Rezultati
Primarni rezultat cistometrijske analize je cistometrogram. X-osa je zapremina tečnosti, a Y-osa je intraluminalni pritisak bešike. Kod zdravih pacijentima, dijagram je sa nizom šiljaka čiji lokalni minimumi formiraju nelinearnu krivu nalik krivoj eksponencijalnog rasta. Pikovi odgovaraju kontrakcijama bešike i povezani su sa refleksom mokrenja.
Kod normalnih pacijenata, prvih par stotina mililitara protoka urina je sa minimalnim početnim pritiskom. Povećani pritisak je neophodan da bi se evakuisalo 200-300 mililitara urina. Osim toga, pritisak koji je potreban da se izbaci dodatni urin naglo raste.
Nenormalni rezultati mogu biti posledica:
- povećanja prostate
- multiple skleroze
- hipoeraktivne mokraćne bešike
- smanjenog kapaciteta mokraćne bešike
- povreda kičmene moždine
- infekcije mokraćnih puteva

## Greške pri cistometriji
Kako se radi o nefiziološkom procesu, u stranog medija, korišćenje katetera, sam čin ispitivanja, omogućavaju pojavu greške pri cistometriji. Možemo ih podijeliti na greške merenja i fiziološke greške.
Greške merenja
Greške pri mjerenju najčešće su posledica prekida veze između katetera i pretvarača pritiska, zbog čega je potrebno često ponavljati nalog da se pacijent nakašlje. Preporuka je da se na svakih minut ponovi nalog. Na taj način ispitivač prati ispunjenost sistema i svaku promenu koja se održava promenom u krvi. 
Fiziološke  greške
Fiziološke  greške su rezultat pojedinačnih ili višesturkih kontrakcija rektuma, tokom kojih dolazi do promena u krivi detrusora što može pogrešno da se protumači kao nestabilnost detrusora.

## Rizici
Kao i kod svake kateterizacije, primarni rizik je infekcija mokraćnih puteva.  Takođe postoji i mogućnost jatrogeno izavane traume mokraćne bešike i mokraćne cevi, što može dovesti do hematurije (našta ukazuje pojava krvi u mokraći).

## Spoljašnje veze
- Cystometric study, In: Treatments & Care at NCH, Health Library (језик: енглески)

|  | Molimo Vas, obratite pažnju na važno upozorenje u vezi sa temama iz oblasti medicine (zdravlja). |